# Måne skald
Måne skald o Máni fue un escaldo de Islandia de finales del siglo XII y principios del XIII. Skáldatal le menciona como uno de los poetas de la corte de Magnus Erlingsson de Noruega.
En la saga de Sverre, en el capítulo conocido como Mána þáttr Íslendings o Mána þáttr skálds, relata el encuentro del escaldo con el rey Magnus. A su regreso de la peregrinación de Roma, el poeta se presenta ante el rey con apariencia de mendigo pero saludando noblemente al monarca quien le ruega que recite un poema. Máni escoge Útfarardrápa de Halldórr skvaldri, que evoca a Sigurd el Cruzado, abuelo de Magnus. El poema fue celebrado y bien recibido. 
Compuso entonces dos estrofas graciosas sobre el rey, que provocó gran hilaridad y en consecuencia entró al servicio de la corte. Además de esas dos estrofas, la saga de Sverre conserva un lausavísur, que le valió una túnica como recompensa por parte de la corona.
La saga Íslendinga (185) contiene una estrofa obra de Máni, evocando los obsequios del jarl noruego  Haakon el Loco a Snorri Sturluson, escaldo e historiador que a su vez mencionó media estrofa de su autoría en Skáldskaparmál.